# 尚塔尔·范兰德赫姆
尚塔尔·范兰德赫姆（Chantal van Landeghem，1994年3月5日—）生于曼尼托巴省温尼伯，是一名加拿大女子游泳运动员，主攻短距离自由泳。她在四岁时开始接触游泳，当时她的父亲将她带到游泳池边教她游泳。范兰德赫姆职业生涯期间曾参加里约奥运，比赛中她联同队友获得女子4×100米自由泳接力铜牌。2017年12月，她宣布结束游泳生涯。